# Grandilota kenyaensis
Grandilota kenyaensis är en stekelart som beskrevs av Fischer 2002. Grandilota kenyaensis ingår i släktet Grandilota och familjen bracksteklar. Inga underarter finns listade i Catalogue of Life.